# Бліч: Повстання алмазного пилу. Інший Хьорінмару
«Bleach: The DiamondDust Rebellion» (укр. Бліч: Повстання алмазного пилу. Інший Хьорінмару) — другий аніме-фільм знятий за мотивами манґи Bleach.

## Сюжет
З Суспільства душ вкрадена «Королівська печатка», на пошуки якої відправляється капітан Тосіро Хіцугайа, але після бійки зі злочинцями зникає, тому в Суспільстві душ його об'являють зрадником і приговорюють до страти. Куросакі Ітіґо, Кутікі Рукіа, лейтенант Рангику Мацумото і Рендзі Абарай не вірять, що Тосіро здатен скоїти такий злочин. Вони хочуть очистити його ім'я від підозр.